# Jaime Spengler
Jaime Spengler, O.F.M. (* 6. září 1960, Gaspar) je ekvádorský římskokatolický kněz, arcibiskup v Porto Alegre, předseda brazilské biskupská konference, předseda Rady latinskoamerických biskupských konferencí a kardinál.

## Život
V roce 1982 vstoupil do františkánského řádu, slavné sliby složil roku 1985 a v roce 1990 byl vysvěcen na kněze. V témže roce získal licenciát z biblické teologie na františkánském institutu v Jeruzalémě a v roce 1998 obdržel titul z filosofie na Antonianu v Římě. Následně vyučoval filosofii na institutu São Boaventura v Campo Largo.

### Biskupská služba
Papež Benedikt XVI. jej v listopadu 2010 jmenoval pomocným biskupem v arcidiecézi Porto Alegre, biskupské svěcení mu v červenci 2009 udělil nuncius v Brazílii Lorenzo Baldisseri. Papež František jej v září 2013 jmenoval sídelním arcibiskupem v Porto Alegre.

### Kardinálská kreace
V neděli 6. října 2024 papež František oznámil, že na 8. prosince 2024 svolá konzistoř, v níž bude jmenovat 21 nových kardinálů, včetně Mons. Spenglera. Na konzistoři, jejíž datum bylo později změněno na 7. prosince jej papež skuteční kreoval.